# Orquestra Sinfônica KOHAR
A Orquestra Sinfônica KOHAR é uma orquestra baseada em Gyumri, Armênia.

## História
A orquestra foi fundada em 1997 como uma instituição cultural e musical independente de pelo patrono cultural da Armênia. Inicialmente a orquestra começou como uma orquestra sinfônica, sob a regência do maestro Sebouth Abcarian. A
orquestra consiste em cento e quarenta músicos com doze cantores solo e onze dançarinos.